# Vendula Haragová
Vendula Haragová (* 22. Juli 1981 in Slavičín) ist eine tschechische Volleyball- und Beachvolleyballspielerin. Sie wurde tschechische Pokalsiegerin in der Halle und fünfmalige französische Meisterin im Sand.

## Karriere

### Karriere Halle
Die zehnjährige Vendys entschied sich wegen der Überredungskünste ihrer Freundinnen dazu, in ihrem Heimatverein TJ Slavičín Volleyball zu spielen. Um sich weiter zu verbessern, wechselte sie zu TJ Slovácká Slavia Uherské Hradiště. Mit der U18-Nationalmannschaft wurde sie 1997 Achte bei der Europameisterschaft. Das U20-Team erkämpfte sich ein Jahr später die Bronzemedaille. Mit PVK Olymp Praha gewann die Mittelblockerin 2000 den Pokalwettbewerb ihres Heimatlandes und wurde Dritte in der Extraliga. In der Champions League reichte es zum zwölften Platz. Weitere Stationen in Tschechien waren TJ Tatran Střešovice und PVK Přerov. Mit diesem Verein wurde sie 2007 Vierte. Anschließend wechselte Haragová zum ersten Mal ins Ausland. Mit dem VC Tirol wurde sie Vierte in der österreichischen Bundesliga, mit TI-Volley Innsbruck stand sie eine Saison später im Pokalfinale. Die aus dem Okres Zlín stammende Sportlerin schlug ab 2009 für Vannes Volley 56 auf. Ein Meistertitel in der French Élite sowie zwei Endspiele im Amateur French Cup waren die beste Ausbeute in den folgenden vier Spielzeiten. Anschließend stieg die tschechische Athletin in die Beletage des Volleyballs im westeuropäischen Land auf, jedoch nicht mit dem Sportclub aus der Bretagne. Stattdessen erreichte sie mit Istres Provenc den achten Platz in der Meisterschaft. Zurück in der Zweitklassigkeit, gewann sie mit Municipal Olympique Mougins Volley-Ball 2018 die Vizemeisterschaft und den Amateurpokal. In der Saison davor und in den Jahren danach stand Vendula Haragová je zwei Spielzeiten bei AS Monaco und Damen Stade Laurentin am Netz.

### Karriere Beach
2013 nahm Haragová zum ersten Mal an Beachvolleyballmeisterschaften in Tschechien teil. Beste Ergebnisse bis einschließlich 2010 waren zwei vierte Plätze. Nach weiteren drei Jahren startete die in Slavičín geborene Athletin zum ersten Mal bei den französischen Titelkämpfen im Sand und wurde gleich mit der Bronzemedaille belohnt. Ihre Partnerin war Michaela Formánková, mit der sie bereits eine Spielzeit später die oberste Stufe des Stockerls erreichte. In den Jahren 2013 und 2014 hatten die beiden außerdem elf weitere nationale Events in Frankreich bestritten, sieben davon siegreich, eins als Zweite und die restlichen als Dritte beendet.
Die Tschechinnen hätten 2015 gerne ihren Titel verteidigt. Dem schob jedoch der französische Volleyballverband einen Riegel vor und belegte sie mit einem Spielverbot, weil sie keine Französinnen waren. Aus diesem Grund standen die beiden mal wieder in ihrem Heimatland im Sand und belohnten sich mit dem Finaleinzug und der Silbermedaille bei den Titelkämpfen. Im gleichen Jahr waren sie vornehmlich in Südkorea am Start, drei erste Plätze waren das Ergebnis, einer davon in Busan, wo sie auch schon im Vorjahr ein Turnier gewonnen hatten. Die erste und einzige Teilnahme von Haragová an einem FIVB-World-Tour-Wettbewerb war jedoch nicht von Erfolg gekrönt. Mit Martina Bonnerová belegte sie im Oktober bei den Antalya Open sieglos mit einem einzigen Satzgewinn den geteilten 25. Rang.
Mit ihrer Standardpartnerin lief es für Haragová im Anschluss wieder wesentlich besser. Die beiden hatten inzwischen neben der tschechischen auch die französische Staatsbürgerschaft. Zudem hatte das Olympische Komitee den Ausschluss von den Meisterschaften 2015 als nicht gerechtfertigt eingestuft. So stand dem Start beim Championnat de France Beach Volley Senior 2016 nichts mehr im Wege. Micha und Vendy besiegten alle Gegnerinnen und verteidigten ihren Titel auch im folgenden Jahr.
Ab 2018 bildete Vendula Haragová mit Laura Longuet ein neues Beachduo. Der Siegesserie bei den nationalen Titelkämpfen tat dies zunächst keinen Abbruch. Für die Französin waren es 2018 und 2019 die ersten beiden Titel, der gebürtigen Tschechin gelangen die Finalsiege vier und fünf. Von 2021 bis 2023 standen die beiden bei den Landesmeisterschaften noch drei Mal auf dem Podest, einmal auf der mittleren und zwei Mal auf der untersten Stufe. Bei weiteren Turnieren in Frankreich wurde das Beachpaar jedes Mal mindestens Dritter und gewann zwei dieser Veranstaltungen.

## Privates
Haragová besuchte an der Karls-Universität die Fakultät für Sportpädagogik und Sportwissenschaft. Zusätzlich absolvierte sie eine Ausbildung als Trainerin und Sport-Personal-Coach im Bereich Fitness. Ihr Vater Ervín Haraga ist ein ehemaliger Fußballspieler und Trainer. Ihr Bruder spielte ebenfalls Fußball in der ersten tschechischen Liga.